# 2018年雲林縣麥寮鄉鄉長選舉爭議

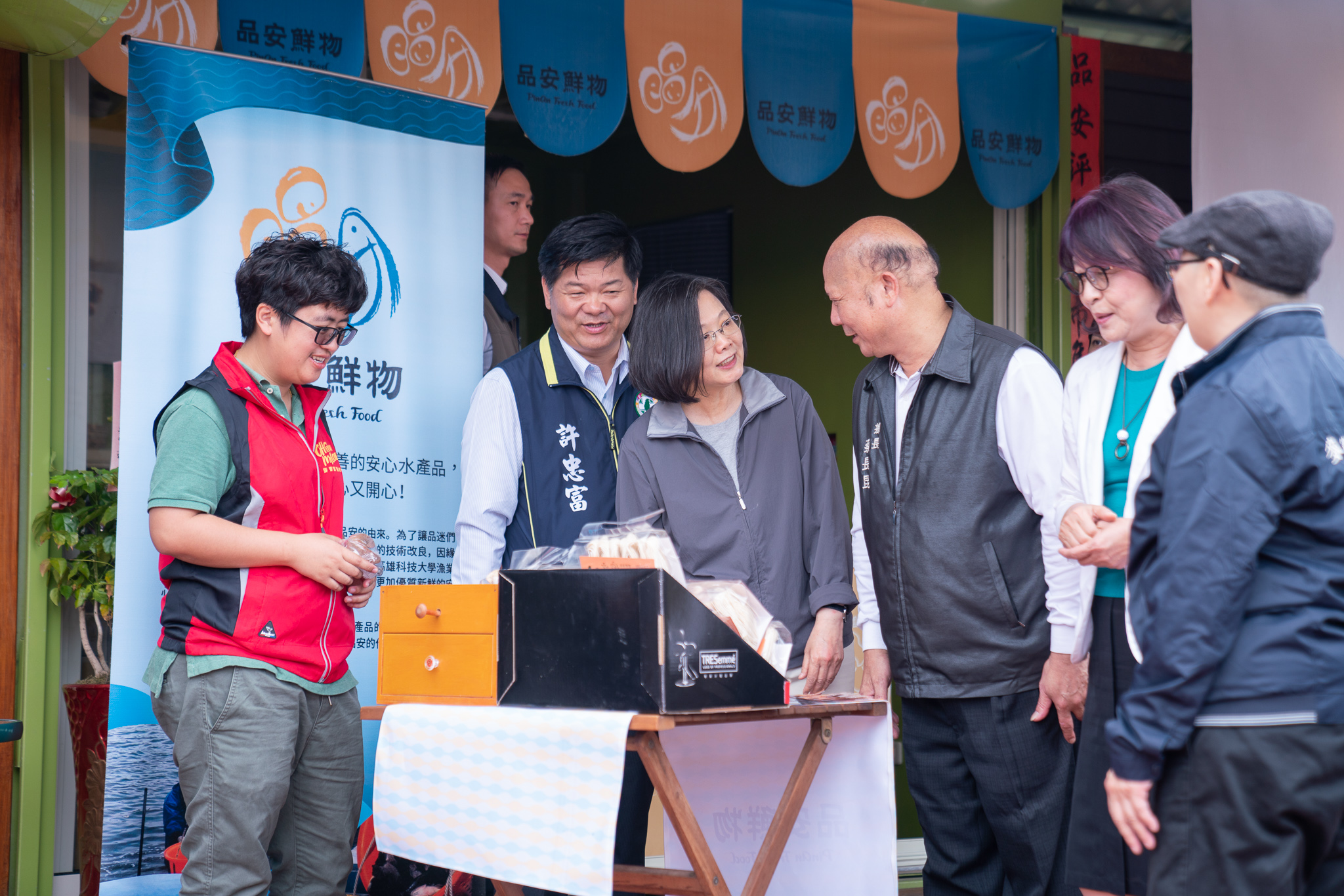
左二起原麥寮鄉鄉長許忠富、民主進步黨主席蔡英文、蔡長昆、立法委員蘇治芬。

2018年雲林縣麥寮鄉鄉長選舉爭議，是指在2018年中華民國地方公職人員選舉中，麥寮鄉鄉長選舉所引起的爭議。其中最主要是指原本有意參選連任的民主進步黨籍鄉長許忠富在黨籍地方立委蘇治芬授意下宣布退選，以及改由同黨黨員但以無黨籍身分就任麥寮鄉民代表會主席的蔡長昆宣布參選，且只有其一人競逐形成同額競選一事。亦有媒體稱之為麥寮鄉長事件。
此次選舉中，蔡長昆順利當選，但廢票數是其得票數的近兩倍，創下中華民國選舉史紀錄。

## 經過

### 確定同額競選
2018年中華民國地方公職人員選舉中，獲民意支持的民進黨籍時任麥寮鄉鄉長許忠富原宣布將參選連任，但8月31日選舉登記截止的數小時前突然在臉書上宣布退出鄉長選舉，改在蘇治芬鼓勵下準備爭取民進黨內立委提名。同時在登記截止前夕，改由同黨黨員但以無黨籍身分就任麥寮鄉民代表會主席的蔡長昆突襲式登記，且只有其一人競逐形成同額競選，只要獲得20%的選票就能當選，由此確保綠營繼續在麥寮執政。

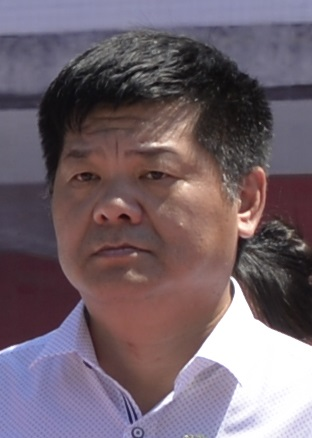
許忠富
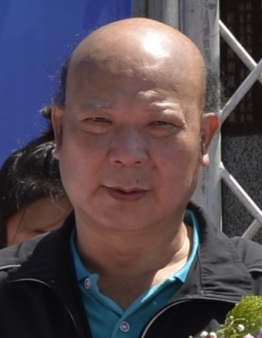
蔡長昆

### 民進黨內反應
外界認為雲林縣的民主進步黨勢力並不團結，時任雲林縣長李進勇與前縣長蘇治芬之間早有隔閡，時任麥寮鄉長許忠富為親蘇治芬派。對此事件，李進勇表示感到很錯愕，並稱事前完全不知情，憂心爭議衝擊到民進黨的形象，他認為「這是民進黨的誠信問題」、「黨要有黨格」，要求縣黨部給人民交代，且許、蔡、蘇的行為如有向黨中央報備，中央黨部應該出面解釋。時任民主進步黨籍總統蔡英文至雲林輔選時，當面交代選對會召集人陳明文針對李進勇和蘇治芬進行溝通，表示「該怎麼處理，就怎麼處理。」9月7日晚間，蘇治芬表態有意不繼續參選立委，要「交棒」給許忠富。在這起鄉長選舉事件，許忠富雖受民進黨徵召卻自行棄選，但日後並沒有受到處分；而蔡長昆也獲得民進黨補徵召。
曾為民進黨背景的無黨籍雲林縣長參選人王麗萍指控蘇治芬把政治棒子交給許忠富這件事是私產政治，為此到綠營位於麥寮拱範宮對面的麥寮競選總部抗議。

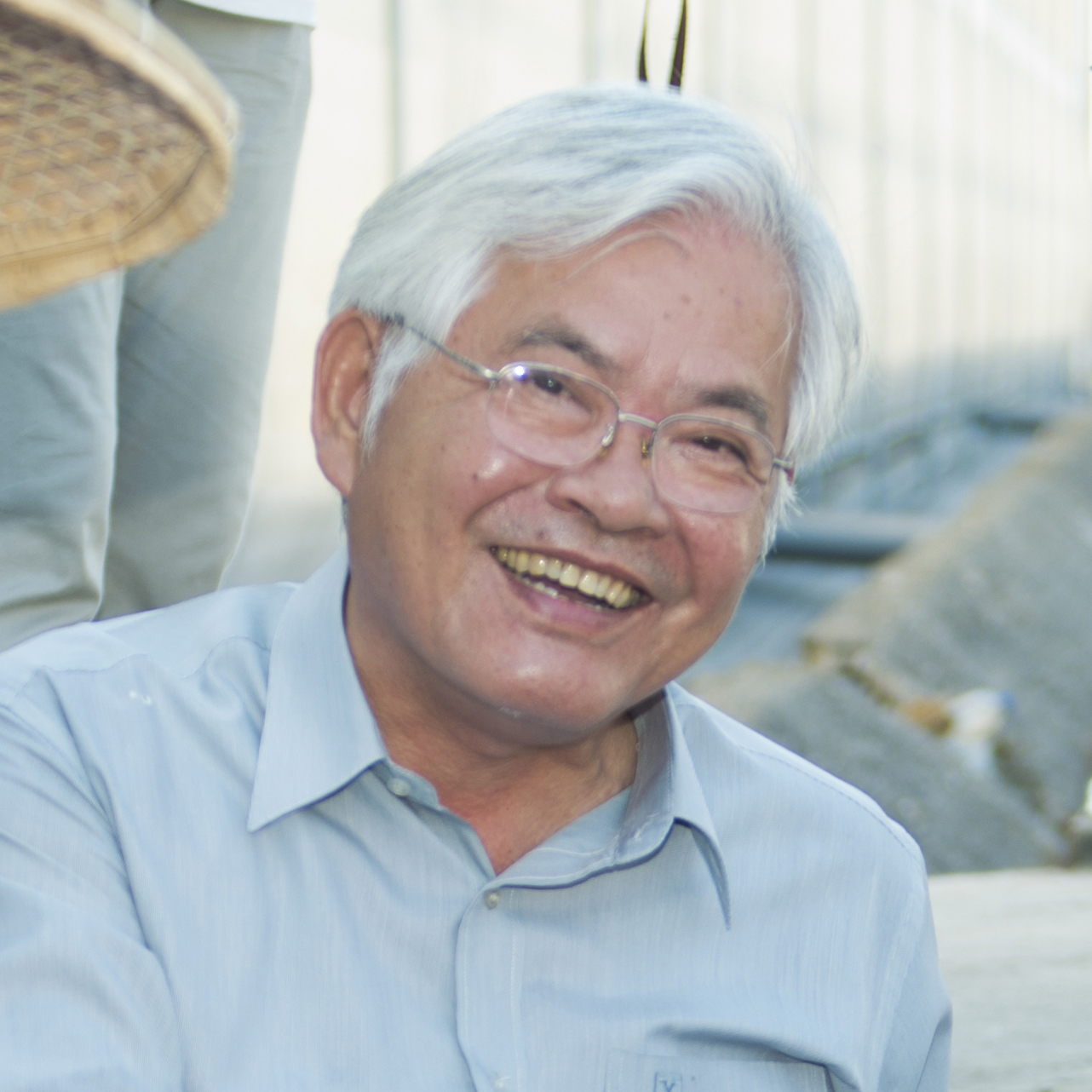
李進勇
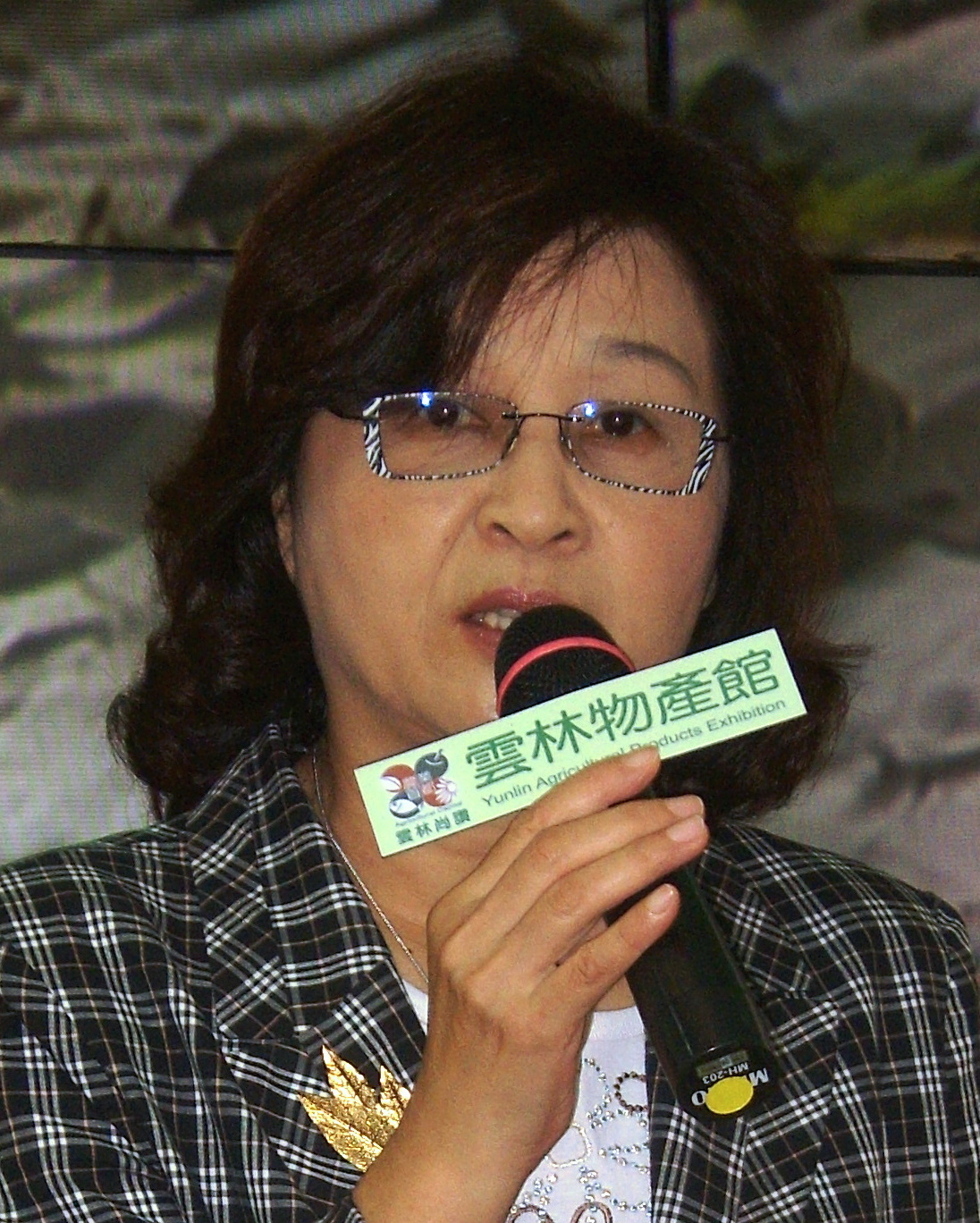
蘇治芬

### 組織廢票聯盟
地方對蔡長昆的風評有好有壞，而麥寮鄉不滿此事件的年輕人組成「廢票聯盟」，以「還我鄉長選擇權」、「拒絕黑箱」為口號。9月7日，廢票聯盟從運動公園遊行到麥寮公所陳情，自願前來的人民有近300人。時任民進黨籍雲林縣長李進勇表示「尊重公民的自由意志。」該聯盟也先後在夜市跳舞快閃、發放傳單，在麥寮拱範宮媽祖回鑾時接駕遊行，11月19日並舉辦麥寮民主之夜親子嘉年華會。
地方青年也成立臉書社團「麥寮鄉鄉長廢票聯盟」，討論如何投廢票，也有人創作歌曲，希望理性、和平抗爭。

## 選舉結果
依同額競選相關規定，被選舉人只要拿到選舉人數的20％以上選票就能當選。蔡長昆最後以8068票當選，但此次「無效選票」高達1萬6083票，廢票是得票的兩倍，創下台灣政治史紀錄。
「廢票聯盟」認為選舉結果顯示人民對許忠富、蔡長昆2人私相授受是不滿的，預計發動罷免鄉長案。